# Talg

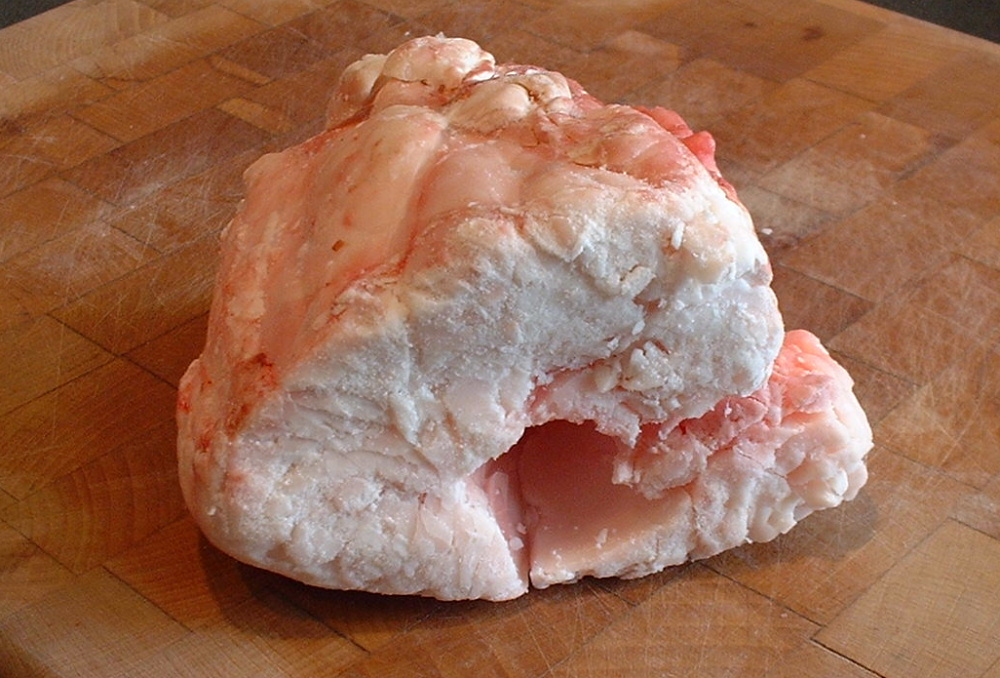
Das Fett um die Niere eines Kalbs

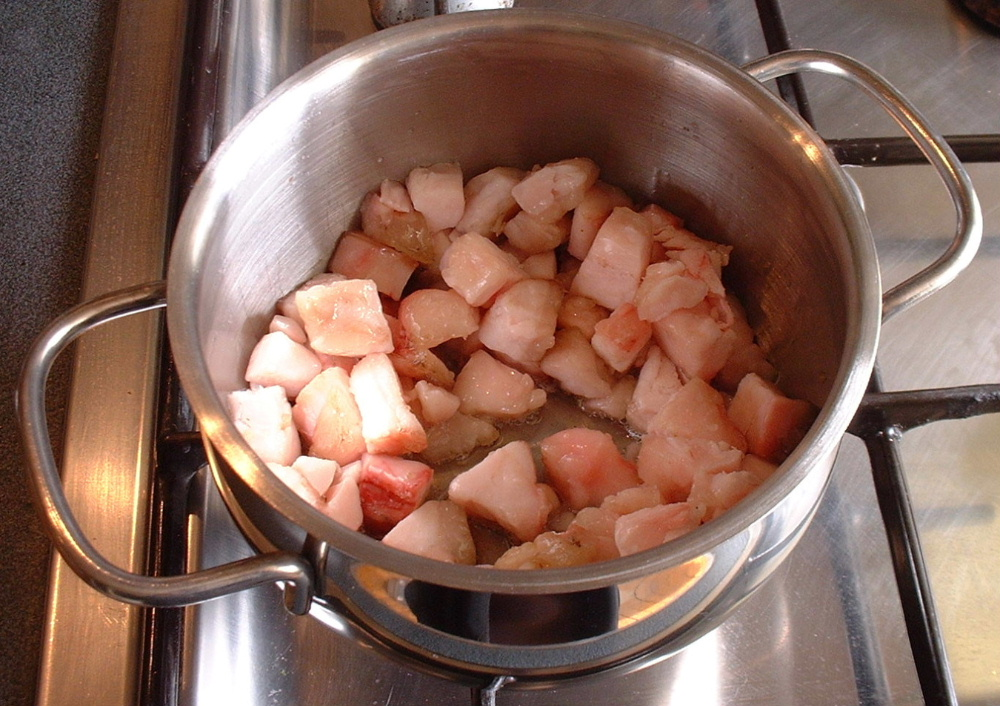
Auslassen des Fettes im Kochtopf

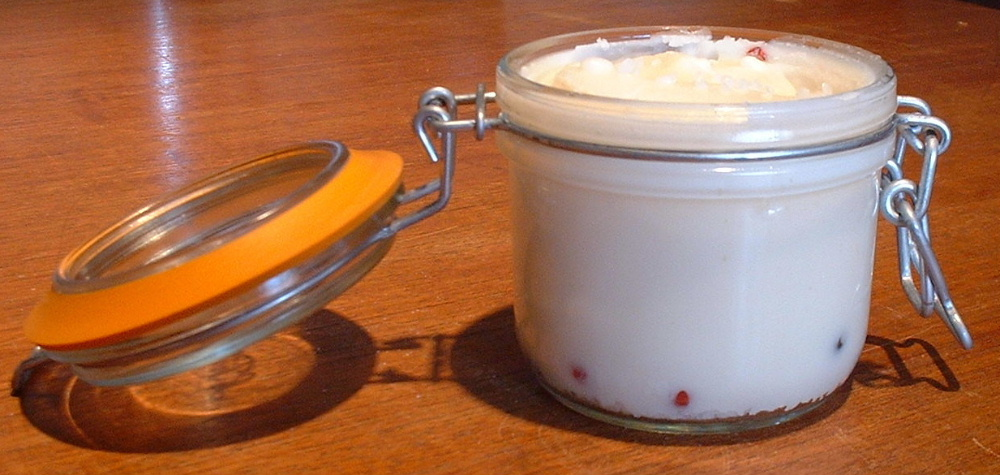
Fertiger Rindertalg im Glas

Allgemeine chemische Struktur von Triglyceriden. Die darin enthaltenen Alkylreste oder Alkenylreste R1, R2 und R3 haben meist eine ungerade Anzahl von Kohlenstoffatomen. Hinzu kommt das C-Atom der ehemaligen Carboxylgruppe der geradzahligen Fettsäure. Talg ist wie andere Fette und fette Öle ein Gemisch verschiedener Triester des Glycerins.

Talg oder Unschlitt (von mittelhochdeutsch unslit, mundartlich auch Inselt, Unselt, Inschelt) oder Eingeweidefett, lateinisch sebum, ist aus geschlachteten Wiederkäuern und anderen Paarhufern gewonnenes festes Fett. Es handelt sich um eine gelblich-weiße Masse von höherer Konsistenz und Viskosität als die halbfesten schmierigen Fette. Talg enthält hauptsächlich Triglyceride mit gesättigten Fettsäuren gerader Anzahl von Kohlenstoff-Atomen; es kommen jedoch auch veresterte Fettsäuren mit ungerader C-Zahl wie die Pentadecansäure (C15) und die Margarinsäure (C17) in den Triglyceriden vor.
Die größte wirtschaftliche Bedeutung hat Rindertalg, der nahezu den gesamten Talgbedarf deckt. Geringere Mengen anderer Talgsorten wie etwa Hammeltalg oder Hirschtalg können jedoch ebenfalls Verwendung finden.

## Herstellung
Talg wird durch das Schmelzen von Rind- oder Hammelschlachtteilen gewonnen. Der aus Rohtalg vom Rind durch indirekte Erwärmung auf 60–65 °C gewonnene Rinderfeintalg (Premier jus) hat einen neutralen Geruch und Geschmack und ist von weicher Konsistenz. Das durch das Schmelzen von Schweine- und Gänsefleisch gewonnene Fett hat einen niedrigeren Schmelzpunkt und wird Schmalz genannt.
Zur Anwendung kommt das Trockenschmelzverfahren, bei dem das Fettgewebe zerkleinert und auf 120 Grad Celsius erhitzt wird. Der Restfettgehalt beträgt dann 7 bis 12 %, kann aber durch Zugabe von Lösungsmitteln auf 1 bis 4 % gesenkt werden. Demgegenüber wird beim Nassschmelzverfahren das zerkleinerte Material zunächst auf 50 bis 60 Grad Celsius erwärmt und dann mit Dampf auf 80 bis 90 Grad erhitzt. Die Fettausbeute beträgt 99 %, die Produktqualität ist meist höher und die Geruchsbelastung geringer.

## Verwendung

### Ernährung und Futtermittel
Aufgrund des hohen Schmelzpunktes und neuerdings auch aufgrund seines Cholesteringehalts wird Talg eher selten zu Speisezwecken eingesetzt. Der aus dem Fettgewebe um die Nieren von Rindern und Schafen gewonnene Nierentalg (englisch suet) ist jedoch für das Kochen und Backen geeignet und wird insbesondere in der traditionellen britischen und amerikanischen Küche verwendet. In Belgien werden Pommes frites traditionell in Rindernierenfett frittiert. Feintalg wird aus frischen Rohmaterialien vorsichtig geschmolzen und gereinigt und ist auch unter der Bezeichnung Premier Jus im Handel erhältlich. Die ursprünglich hauptsächlich aus Talg gewonnene Margarine wird inzwischen meist aus pflanzlichen Ölen hergestellt. Auch als Vogelfutter (etwa in Meisenknödeln) wird Talg verwendet.

### Industrielle Nutzung
Unter Verwendung von Talg werden Seifen, Lippenstifte, Haarwaschmittel, Rasiercremes und andere Kosmetika hergestellt. Hirschtalg wird als Creme verwendet, die das Wundwerden von Hautstellen verhindert. Ölpapiere, Pastellstifte und Radiergummis werden durch Talg geschmeidig gehalten. Die Unschlittkerzen waren in der frühen Neuzeit, im Gegensatz etwa zu den kostbaren weißen Weißkerzen aus Venedig, selbst in einem Nürnberger Patrizierhaushalt das herkömmliche Beleuchtungsmittel. Für die Kerzenproduktion werden heute neben dem traditionellen Bienenwachs auch aus pflanzlichen Fetten und Talg gewonnene Fettsäuren (Stearin) verwendet, heute werden Kerzen jedoch meist auf Erdölbasis aus dem günstigeren Paraffin hergestellt.
Eine der wichtigsten Verwendungen ist die Herstellung von Ölsäure für die Oleochemie aus Talg über eine Hydrolyse und anschließende Kristallisation. Durch diesen Prozess können Konzentrationen von etwa 70 % gewonnen werden, die als Olein bezeichnet werden. Ölsäure kommt als Bestandteil der entsprechenden Triglyceride in fast allen natürlichen (pflanzlichen und tierischen) Ölen und Fetten vor, Rindertalg besitzt einen Anteil von 26–45 % und Hammeltalg sogar 31–56 %. Neben Ölsäure können in diesem Gemisch Palmitoleinsäure, Linolsäure und weitere ungesättigte und gesättigte Fettsäuren enthalten sein. Talg kann durch Umesterung auch als Grundstoff für die Herstellung von Biodiesel dienen, wird jedoch nur sehr selten verwendet.
Weitere Verwendungszwecke von Talg im industriellen Bereich sind Verwendungen als Gleit- und Schmiermittel bei allgemeinen Schlosserarbeiten, Montagen, Gewindeschneiden und anderen Arbeiten. Schrauben, die bei der Montage unter Wasser mit Inselt geschmiert und konserviert wurden, lassen sich meist sogar nach Jahrzehnten problemlos lösen. Wasserturbinenteile wurden/werden zu Dichtzwecken und Korrosionsvermeidung mit erhitztem Talg (Unschlitt) beschichtet. Im 19. Jahrhundert wurde eine Mischung aus Bienenwachs und Unschlitt für die Abdichtung und Konservierung von Gewehrpatronen verwendet (Fettauche).
Die Kerben im Sattel von Saiteninstrumenten werden von ihren Benutzern gerne mit Talg geschmiert, um ein problemloses Gleiten der Saiten im Steg zu ermöglichen. Dies gilt sowohl für klassische Instrumente wie auch für moderne Elektrogitarren und -bässe. Auch fetten manche Musiker für das Spiel durch Zupfen und Anschlagen der Saiten ihrer Instrumente ihre Fingerkuppen mit Talg ein. Dies schont die Fingerkuppen und ermöglicht ein leichteres Spiel. Sogar als Material der bildenden Kunst wurde Talg im 20. Jahrhundert verwendet, am prominentesten im Werk von Joseph Beuys, dessen Fettecke zu einer Ikone der modernen Kunst wurde.

## Geschichte

### Biblische Erwähnung
Im Dritten Buch Moses (Lev 3,14–17 ) wird den Israeliten das Essen von Unschlitt verboten. Vielmehr soll es als Feueropfer-Speise „zum beruhigenden Duft für den Herrn“ (Einheitsübersetzung 2016) bzw. „zum lieblichen Geruch“  (Lutherübersetzung 2017) dargebracht werden.

### Historische Nutzung von Talg
Schon in frühen Kulturen wurde Talg zur Herstellung von Seifen und (bevorzugt der Stiertalg) von Salben benutzt. Bis in die frühe Neuzeit wurde Unschlitt vor allem von Ziegenböcken (Sebum hircinum), Schafen und Hirschen sowie von Stieren und Kälbern gewonnen. In der Seefahrt war Talg für das Geschmeidighalten der Takelage unverzichtbar; die Takler führten ihn stets in einem Splisshorn mit sich. Auch für Schuhwichse, zur Abdichtung von Holzfässern und als Schmierstoff (bei Kutschen und anderen Geräten) wurde jahrhundertelang Talg verwendet.
Talg wurde seit dem Mittelalter von den Bergleuten als Brennstoff für ihre Grubenlampen benutzt. Ungereinigter Rindertalg, sogenannter Unschlitt, wurde für Unschlittkerzen bzw. Unschlittlampen wie Öllampen im Alltag verwendet, er erhellte beispielsweise die Lichtstuben. Auch das in den Weltkriegen in Schützengräben und in Bombennächten eingesetzte Hindenburglicht war eine Talglampe.
Im 19. Jahrhundert wurde die Talgverarbeitung durch zunehmende Bedeutung von Hygieneprodukten und die Ausweitung der Produktion von Stearinkerzen zu einem industriellen Gewerbe, in dessen Rahmen weltweit mit Talg gehandelt wurde.

### Herstellung
Bis zum 19. Jahrhundert, teilweise bis in das 20. Jahrhundert, wurde Talg handwerklich in Kleinbetrieben (Unschlittmacher) aus Schlachtabfällen hergestellt. Zum Ausschmelzen des Talges erhitzte man die zerkleinerte Rohmasse mit Wasser, bisweilen unter Zusatz von etwas Schwefelsäure auf freiem Feuer oder unter Einleiten von Dampf.
Industriell wurden seit dem 19. Jahrhundert zunächst ausschließlich doppelwandige, oben geschlossene Kessel benutzt, aus denen die übel riechenden Dämpfe in einen hohen Schornstein oder in die Feuerung eingeleitet wurden. Das ausgeschmolzene und von den Grieben abgeseihte Fett bildete für sich bereits eine Handelsware (roher Talg), die aber für die Herstellung von Kerzen und Seifen nicht rein genug war, sondern einem nochmaligen Läuterungsverfahren unterzogen wurde (geläuterter Talg).

### Historischer Handel

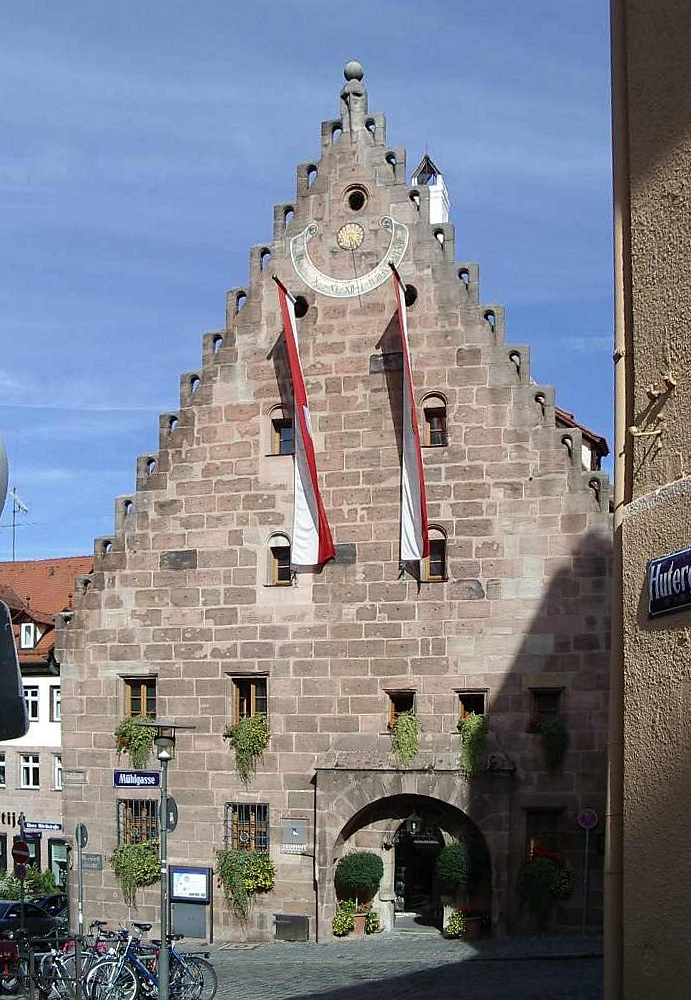
Unschlitthaus in Nürnberg

Die Hauptmenge des in Deutschland gewonnenen Talges ging von den Fleischern und Schlachthöfen direkt an die Seifensieder. Importware hoher Qualität stammte aus Polen, Holland, Dänemark und Russland. Der größte Teil der Handelsware stammte aus Russland, wobei der Schaftalg mehr aus dem Süden vom Schwarzen Meer her, der Rindertalg hauptsächlich aus den inneren und nördlichen Provinzen von Archangelsk und Sibirien über Petersburg und andere westliche Häfen importiert wurde. Zur Verpackung dienten Ende des 19. Jahrhunderts typischerweise Holzfässer, die beim weißen Talg die eigenartige Form eines abgestumpften Kegels mit Bodenflächen von 75 und 45 cm Durchmesser zeigten. Die vielfach übliche Lagerung der Fässer auf freiem Deck ohne Schutz vor der Sonne war für die Haltbarkeit von Nachteil. Für die aus dem Inneren Russlands kommenden Sendungen bestanden in Petersburg besondere Warenhäuser, in denen Sachverständige die Waren prüften, sortierten und mit einem Wertstempel versahen. Die große Talgproduktion Australiens und Argentiniens ging größtenteils nach England.

### Sorten
Nach der Farbe ließ sich weißer Hammeltalg (lat. Sebum ovile) von gelbem Rindertalg (Sebum bovinum) unterscheiden. Hammeltalg ist etwas härter und spröder, wird aber leichter gelb und ranzig als der weiche und schlüpfrige Rindertalg.
Wichtiger war die Unterscheidung nach der Verwendung in Lichtertalg und Seifentalg:
- Der wertvollere Lichtertalg, der die reinere, hellere und härtere Ware umfasste, wurde eingeteilt in die Sorten gelber Lichtertalg aus nahezu reinem Rindertalg und weißer Lichtertalg (dessen beste Qualitäten aus Woronesch stammten).
- Seifentalg umfasste den gewöhnlichen Talg und die bessere Sorte sibirischer Seifentalg.

Der Wert des Talges wurde nach dem Erstarrungspunkt der Fettsäuren (dem so genannten Talgtiter) bemessen.
Außer zur Herstellung von Kerzen und Seifen fand Talg bei der Lederbearbeitung und als Schmiermittel ausgedehnte Anwendung. Der von Apothekern zu Pflastern und Salben benutzte Talg wurde jedoch nicht dem Handel entnommen, sondern aus frischem Rohstoff ausgeschmolzen.